# Líbia nos Jogos Olímpicos de Verão de 1968
A Líbia competiu com 1 atleta nos Jogos Olímpicos de Verão de 1968 na Cidade do México, México.

## Resultados por Evento

### Atletismo
400 m com barreiras masculino
- Mohamed Asswai
  - Eliminatórias — 54.3 s (→ não avançou, 28º lugar de 28 competidores)